# Un mariage malgré tout !
Pour plus de détails, voir Fiche technique et Distribution.
Un mariage malgré tout ! (Wedding Wars) est un téléfilm de comédie romantique canado-américain réalisé par Jim Fall, diffusé en 2006. Il aborde le mouvement LGBT et notamment le mariage homosexuel aux États-Unis.

## Synopsis
Shel Grandy est un spécialiste de l'événementiel. Il décide de s'occuper du mariage de son frère Ben. Ce dernier doit se marier à Maggie Welling, la fille du gouverneur de l'État du Maine dont il gère la campagne électorale. Mais lorsque Shel apprend que le gouverneur soutient un amendement contre le mariage homosexuel et que Ben, son frère, le soutient, les choses vont changer. Shel étant gai, il décide d'arrêter immédiatement son activité et de faire grève pour faire respecter ses droits. Les journalistes en font quasiment un scandale et, c'est ainsi que la grève prend de l'ampleur dans tout le pays.

## Fiche technique
- Titre original : Wedding Wars
- Titre provisoire : Wedding March
- Titre français : Un mariage malgré tout !
- Réalisation : Jim Fall
- Scénario : Stephen Mazur
- Direction artistique : David Davis
- Décors : Ann Bromley
- Costumes : Lynne MacKay
- Photographie : Ron Stannett
- Montage : Margaret Goodspeed
- Musique : Mervyn Warren
- Production : Neil Meron (en) et Craig Zadan
- Société de production : Storyline Entertainment
- Société de distribution : A&E
- Pays d’origine :  Canada /  États-Unis
- Langue originale : anglais
- Format : couleur
- Genre : comédie romantique
- Durée : 87 minutes
- Dates de diffusion :
  - États-Unis : 11 décembre 2006 sur A&E
  - France : 30 avril 2009 sur TF1

## Distribution
- John Stamos (VF : Olivier Destrez) : Shel Grandy
- Eric Dane (VF : Renaud Marx) : Ben Grandy
- Bonnie Somerville (VF : Laura Préjean) : Maggie Welling
- Sean Maher (VF : Éric Aubrahn) : Ted Moore
- Rosemary Dunsmore (VF : Hélène Otternaud) : Claire Welling
- Jayne Eastwood (VF : Béatrice Delfe) : Wanda Grandy
- Linda Kash (en) (VF : Pascale Jacquemont) : Madame Fairfield
- Sean McCann (VF : Guy Lamarque) : Verne Grandy
- James Brolin (VF : Bernard Tiphaine) : le gouverneur Conrad Welling
- Lee Smart (en) (VF : Bernard Alane) : Casper Tisdale
- Doug Barron (VF : Michel Laroussi) : Matt Wildman
- Suzanne Hawkins : Katie Gonzales
- Réjean Cournoyer (en) : Ken Caldwell
- John Beale : le présentateur de l'émission d'informations
- Matt Gordon (en) (VF : Richard Leroussel) : Wayne
- Sergio Di Zio (VF : Marc Perez) : Ed Myerson
- John Bourgeois (fa) : le sénateur Brighton

Version française
- Studio de doublage : Dubbing Brothers
- Direction artistique : Laurent Dattas
- Adaptation des dialogues : Catherine Valduriez

 Source et légende : version française (VF) sur RS Doublage et selon le carton du doublage français télévisuel.

## Production
Au magazine The Advocate, le réalisateur Jim Fall s’explique sur le choix de l’acteur John Stamos : « John est incroyablement charmant (…) ce qui fait de lui le meilleur moyen pour transmettre le message de ce film » (« John’s incredibly charming … which makes him the perfect conduit for the message of this movie »).
Le tournage a lieu à Halifax dans la Nouvelle-Écosse, à l’Est du Canada.
Pour faire de la promotion du film, John Stamos apparaît sur la couverture du magazine national LGBT The Advocate.

## Accueil

### Diffusion
Sa première diffusion lance le 11 décembre 2006 sur la chaîne A&E, aux États-Unis. En France, il le transmet le 30 avril 2009 sur TF1.

### Critique
Aux États-Unis, Jessica Hundley du magazine The Advocate dit que « une comédie familiale qui parvient à aborder la question du mariage homosexuel avec un humour léger et une touche habile » (« A family comedy that manages to tackle the issue of same-sex marriage with light humor and a deft touch »).
Quant à la France, Allociné mentionne, en ce février 2018, une cote de satisfaction spectateurs de 3,3 sur 5.

## Distinction
Nomination
- GLAAD Media Awards 2007 : Meilleur film pour la télévision